# Byron Fidetzis
Byron Fidetzis (en grec moderne : Βύρων Φιδετζής), né à Thessalonique, est chef d'orchestre permanent de l'Orchestre national d'Athènes.

## Formation
Il a étudié au Conservatoire national de Thessalonique, auprès de Manolis Kazambakas pour le violoncelle et de Sólon Michailídis pour la théorie, puis à la Hochschule für Musik de Vienne (actuelle Universität für Musik und darstellende Kunst de Vienne) auprès de Vladimir Orloff, André Navarra et Senta Benes pour le violoncelle et auprès de Hans Swarowsky, de 1973 à 1977 pour la direction d'orchestre. Il a également suivi des cours de direction d'orchestre de Miltiades Caridis, à Vienne, et d'Otmar Suitner, à Weimar.

## Carrière
En tant que soliste et chef d’orchestre, Byron Fidetzis s’est beaucoup produit avec les orchestres de Grèce. 
De 1985 à 1992, Byron Fidetzis a dirigé l’orchestre de chambre de l’Opéra national de Grèce, avec lequel il collaborait depuis 1977. Depuis 1987, il est chef d’orchestre permanent de l’Orchestre national d'Athènes, et a également dirigé, à partir de 2000, l’Orchestre symphonique national de Thessalonique.
Il a pris part aux principaux festivals organisés en Grèce : Festival d’Athènes, Festival de Corfou, Festival d’Héraklion, Festival Dimitria de Thessalonique, Festival Manólis Kalomíris de Samos, etc.
Hors de Grèce, Byron Fidetzis a été chef de l’Orchestre national philharmonique d'Ekaterinburg, en URSS, de 1990 à 1992, année depuis laquelle il est chef invité de l’Orchestre symphonique Capella de l'État de Russie. Depuis 1990, il est également chef invité de l’Orchestre symphonique de Pasardjik, en Bulgarie, un orchestre dont il fut directeur artistique en 1999-2000. Il a aussi dirigé l’Orchestre de chambre de Sofia, l’Orchestre symphonique d'Islande, etc.

## Musique savante grecque
Byron Fidetzis contribue grandement, par le biais de concerts et d'enregistrements, à la diffusion de la musique des principaux compositeurs grecs des XIXe – XXe siècles. Il a ainsi notamment enregistré :
- la version intégrale de l’Hymne à la liberté (Hymne national) de Nikólaos Mántzaros (1795-1872) ;
- les opéras Frossini et Despo de Pavlos Carrer (1829-1896) ;
- les opéras Rhea, La Martire, La Biondinetta (Histoire d'amour) et Mademoiselle de Belle-Isle de Spýros Samáras (1861-1917) ;
- des œuvres de Dionysios Lavrangas (1864-1941) ;
- l'œuvre symphonique Rêve de minuit (au Sud) (titre original allemand Mitternachtstraum (Im Süden)) de Dimitri Lialios (1869-1940) ;
- de la musique de chambre d'Emile Riadis (1880?-1935) : 1re Sonate pour violoncelle et piano, 2e Sonate pour violoncelle et piano, Quatuor à cordes, Quatuor avec piano (Sonate à quatre), etc.  ;
- de la musique de chambre (Trio op. 22), des symphonies (1re Symphonie, 2e Symphonie et 3e Symphonie) et l'opéra Konstantinos Paleologos de Manólis Kalomíris (1883-1962) ;
- de la musique de chambre (Suite pastorale) de Mários Várvoglis (1885-1967) ;
- de la musique de chambre (Choral et variations n° 1 sur un thème byzantin, Choral et variations n° 2 sur un thème byzantin) et symphonique (Concerto grosso op. 11) de Petros Petridis (1892-1978) ;
- l'opéra Sœur Béatrice de Dimitri Mitropoulos (1896-1960) ;
- de la musique de chambre (Mélodie byzantine pour orchestre et cordes) d'Antiochos Evanghelatos (1903-1981) ;
- l'intégrale des œuvres pour orchestre de Yannis Konstantinidis (1903-1984) ;
- de nombreuses œuvres symphoniques de Nikos Skalkottas (1904-1949) : les célèbres 36 Danses grecques pour orchestre et également La mer grecque. Musique de ballet, Quatre tableaux. Quatre Danses grecques pour ballet, Fête crétoise ou Danse grecque en do mineur.

## Prix et distinctions honorifiques
- Prix Spyros Montsenigos de l'Académie d'Athènes (1975);
- Prix de la Banque de Grèce ;
- Diplôme honorifique de la Foire internationale de Thessalonique, pour son initiative de créer une "Semaine des Jeunes Artistes" ;
- Distinction de l'Association panhellénique des critiques de théâtre et de musique, pour ses nombreux enregistrements au cours de sa carrière ;
- Membre honoraire de l'Union des compositeurs grecs (1986).